# Casa Baumann
La Casa Baumann, altrament coneguda com a Casa Coll i Bacardí, és un edifici modernista de Terrassa situat a l'avinguda de Jacquard, dins el barri de Vallparadís, protegit com a bé cultural d'interès local.

## Descripció
És un habitatge unifamiliar aïllat i de notables dimensions, situat sobre el parc de Vallparadís i envoltat de jardins. És de planta rectangular i està constituït per diversos cossos. El cos posterior possiblement és resultat de l'ampliació del 1926 feta per Masdeu, que la va convertir en casa pròpia. Els cossos són de diferent alçada i forma i donen com a resultat un joc de volums interessant.

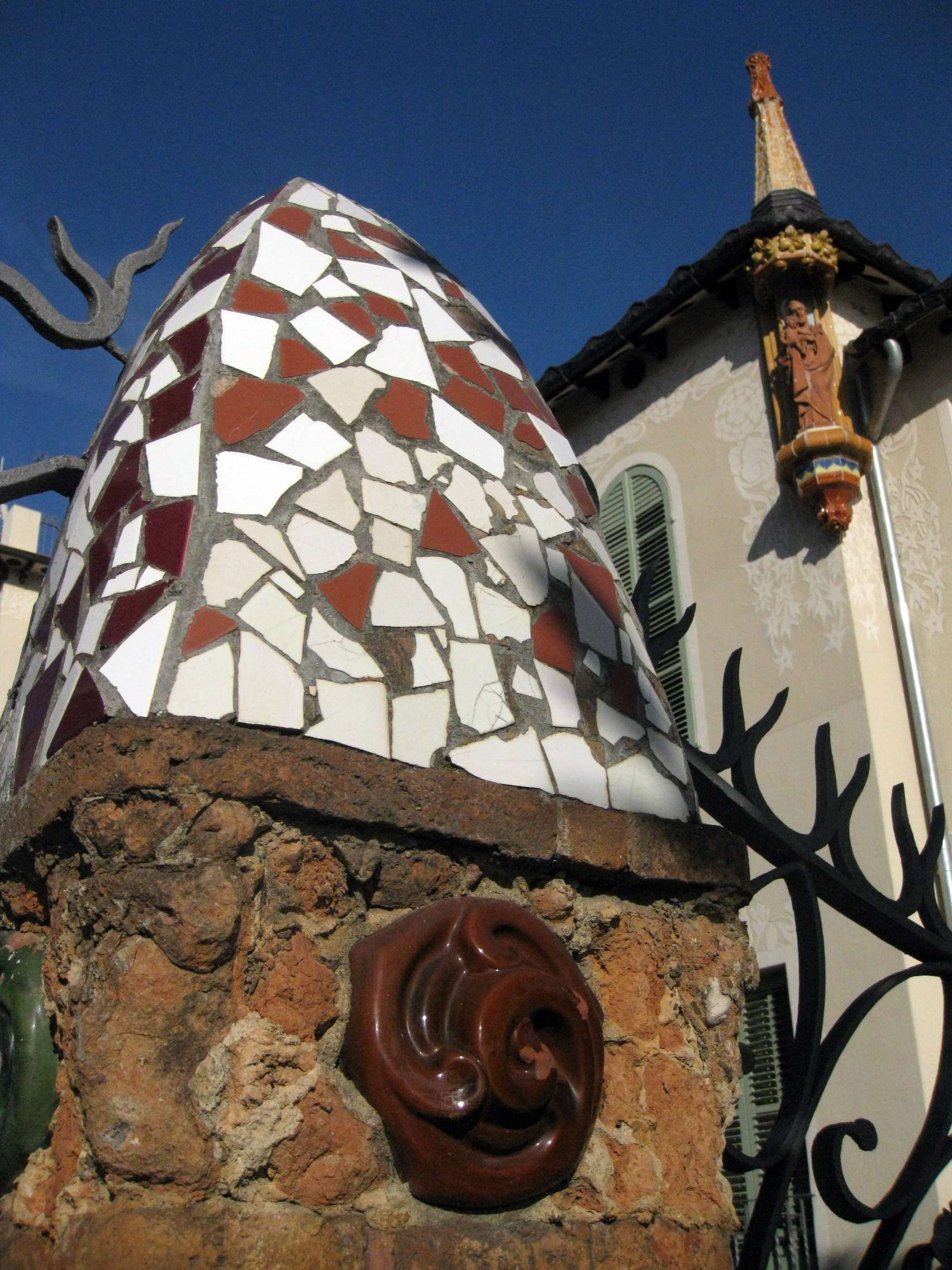
Decoració de trencadís de la tanca del jardí; a dalt a la dreta, Sant Josep de terracota amb pinacle de trencadís

Les façanes són arrebossades i esgrafiades, amb influència de la Secessió de Viena, molt planes i amb una successió d'obertures verticals estretes que van creant un ritme perfecte entre els buits i el mur. Presenta teulades inclinades de teules vidriades, excepte al cos més alt, que pren la forma de torre quadrangular rematada per una terrassa. Cal destacar les teules de ceràmica de color negre i groc caramel, de disseny especial, així com la tortugada. També és interessant la tanca del jardí, amb uns pilars decorats amb trencadís policromat i units amb barana de forja.

## Història
Aquesta casa senyorial, que tenia un bonic jardí, està situada a la vora del torrent de Vallparadís, dalt del marge esquerre i tocant el pont del Passeig, que configura típicament l'inici de l'avinguda de Jacquard. A part de la família Masdeu, que reformaren l'edifici l'any 1926, un altre propietari fou en Baumann, industrial que li deixà el nom pel qual avui es coneix la casa. S'havia proposat, de manera no oficial, que es canviés aquest nom pel de "Casa Coll i Bacardí", prenent el nom del seu arquitecte.
La casa fou habitada d'antuvi pel seu creador, l'arquitecte Coll i Bacardí, però morí el 1917. Ernst Baumann, representant de llanes vingut de Suïssa, utilitzà la casa per a habitatge propi i per a despatxos fins que abandonà el negoci i la casa vora el 1960. Continuà aquell negoci de llanes en Josep Colomer i Montmany. Però finalment quedà abandonada fins que l'adquirí l'Ajuntament de Terrassa per a fer-hi instal·lacions museístiques. A la dècada del 1990, i després de ser convenientment restaurada, va començar a ser utilitzada com a seu del Servei de Joventut i Lleure Infantil de l'Ajuntament de Terrassa.